# Scottish FA Cup 1952/53
Der Scottish FA Cup wurde 1952/53 zum 68. Mal ausgespielt. Der wichtigste Fußball-Pokalwettbewerb im schottischen Vereinsfußball wurde vom Schottischen Fußballverband geleitet und ausgetragen. Er begann am 24. Januar 1953 und endete mit dem Wiederholungsfinale am 29. April 1953 im Hampden Park von Glasgow. Als Titelverteidiger startete der FC Motherwell in den Wettbewerb, der im Finale des Vorjahres gegen den FC Dundee gewonnen hatte. Im diesjährigen Endspiel um den Schottischen Pokal standen sich die Glasgow Rangers und der FC Aberdeen gegenüber. Für die Rangers war es das insgesamt 22. Endspiel im schottischen Pokal seit 1877. Die Dons erreichten das Finale zum dritten Mal in der Vereinsgeschichte nach 1937 und 1947. Die Rangers gewannen nach einem 1:1, das Wiederholungsfinale mit 1:0, was den 14. Pokalsieg seit 1894 bedeutete. In der Saison 1952/53 gewannen die Rangers zudem zum 28. Mal die Schottische Meisterschaft und damit zum 7. Mal in der Vereinsgeschichte das Double. Die Dons wurden Tabellenelfter. Den Ligapokal gewann der FC Dundee.

## 1. Runde
Ausgetragen wurden die Begegnungen am 24. Januar 1953. Die Wiederholungsspiele fanden am 28. Januar 1953 statt.
|                     | Ergebnis |                      |
| ------------------- | -------- | -------------------- |
| Berwick Rangers     | 3:3      | Dundee United        |
| FC Dumbarton        | 1:3      | FC Cowdenbeath       |
| FC East Fife        | 7:1      | FC Vale of Leithen   |
| Elgin City          | 2:3      | Third Lanark         |
| Eyemouth United     | 0:4      | Celtic Glasgow       |
| Hibernian Edinburgh | 8:1      | FC Stenhousemuir     |
| Leith Athletic      | 1:8      | Airdrieonians FC     |
| Greenock Morton     | 3:1      | Dunfermline Athletic |
| FC Newton Stewart   | 2:2      | FC Falkirk           |
| Queen of the South  | 2:1      | FC Huntly            |
| Raith Rovers        | 5:0      | FC Clachnacuddin     |
| Glasgow Rangers     | 4:0      | FC Arbroath          |
| FC St. Mirren       | 1:1      | Brechin City         |
| FC Stranraer        | 0:4      | FC Kilmarnock        |

### Wiederholungsspiele
|               | Ergebnis |                   |
| ------------- | -------- | ----------------- |
| Brechin City  | 0:1      | FC St. Mirren     |
| Dundee United | 2:3      | Berwick Rangers   |
| FC Falkirk    | 4:0      | FC Newton Stewart |

## 2. Runde
Ausgetragen wurden die Begegnungen am 7. Februar 1953. Die Wiederholungsspiele fanden am 11. Februar 1953 statt.
|                     | Ergebnis |                       |
| ------------------- | -------- | --------------------- |
| FC Aberdeen         | 2:0      | FC St. Mirren         |
| Airdrieonians FC    | 3:0      | FC East Fife          |
| Albion Rovers       | 2:0      | FC East Stirlingshire |
| Alloa Athletic      | 0:2      | FC Motherwell         |
| Berwick Rangers     | 2:3      | Queen of the South    |
| Buckie Thistle      | 1:5      | Ayr United            |
| FC Cowdenbeath      | 0:1      | Greenock Morton       |
| FC Dundee           | 0:2      | Glasgow Rangers       |
| Forfar Athletic     | 2:4      | FC Falkirk            |
| Hamilton Academical | 2:2      | FC Kilmarnock         |
| Hibernian Edinburgh | 4:2      | FC Queen’s Park       |
| Partick Thistle     | 0:2      | FC Clyde              |
| Raith Rovers        | 0:1      | Heart of Midlothian   |
| FC St. Johnstone    | 1:2      | FC Montrose           |
| Stirling Albion     | 1:1      | Celtic Glasgow        |
| FC Wigtown          | 1:3      | Third Lanark          |

### Wiederholungsspiele
|                | Ergebnis |                     |
| -------------- | -------- | ------------------- |
| Celtic Glasgow | 3:0      | Stirling Albion     |
| FC Kilmarnock  | 0:2      | Hamilton Academical |

## Achtelfinale
Ausgetragen wurden die Begegnungen am 21. Februar 1953. Das Wiederholungsspiel fand am 25. Februar 1953 statt.
|                     | Ergebnis |                     |
| ------------------- | -------- | ------------------- |
| FC Aberdeen         | 5:5      | FC Motherwell       |
| Airdrieonians FC    | 0:4      | Hibernian Edinburgh |
| FC Clyde            | 8:3      | Ayr United          |
| FC Falkirk          | 2:3      | Celtic Glasgow      |
| Heart of Midlothian | 3:1      | FC Montrose         |
| Greenock Morton     | 1:4      | Glasgow Rangers     |
| Queen of the South  | 2:0      | Albion Rovers       |
| Third Lanark        | 1:0      | Hamilton Academical |

### Wiederholungsspiel
|               | Ergebnis |             |
| ------------- | -------- | ----------- |
| FC Motherwell | 1:6      | FC Aberdeen |

## Viertelfinale
Ausgetragen wurden die Begegnungen am 14. März 1953. Das Wiederholungsspiel fand am 18. März 1953 statt.
|                     | Ergebnis |                    |
| ------------------- | -------- | ------------------ |
| FC Clyde            | 1:2      | Third Lanark       |
| Heart of Midlothian | 2:1      | Queen of the South |
| Hibernian Edinburgh | 1:1      | FC Aberdeen        |
| Glasgow Rangers     | 2:0      | Celtic Glasgow     |

### Wiederholungsspiel
|             | Ergebnis |                     |
| ----------- | -------- | ------------------- |
| FC Aberdeen | 2:0      | Hibernian Edinburgh |

## Halbfinale
Ausgetragen wurden die Begegnungen am 4. April 1953. Das Wiederholungsspiel fand am 8. April 1953 statt.
|                 | Ergebnis |                     |
| --------------- | -------- | ------------------- |
| FC Aberdeen     | *1:1 *   | Third Lanark        |
| Glasgow Rangers | **2:1 ** | Heart of Midlothian |

### Wiederholungsspiel
|             | Ergebnis |              |
| ----------- | -------- | ------------ |
| FC Aberdeen | **2:1 ** | Third Lanark |

## Finale
| Glasgow Rangers                          | Glasgow Rangers | FC Aberdeen | FC Aberdeen |
| ---------------------------------------- | --- | --- | ----------- |
| Glasgow Rangers                          | \| Finale \| \| 25. April 1953 in Glasgow (Hampden Park) \| \| Ergebnis: 1:1 (1:0)[1] \| \| Zuschauer: 129.762[2] \|                                                                   | \| Finale \| \| 25. April 1953 in Glasgow (Hampden Park) \| \| Ergebnis: 1:1 (1:0)[1] \| \| Zuschauer: 129.762[2] \|                                                                | FC Aberdeen |
| Glasgow Rangers                          | George Niven – George Young, John Little, Ian McColl, Duncan Stanners, Jim Pryde, Willie Waddell, Derek Grierson, Willie Paton, John Prentice, Johnny Hubbard Cheftrainer: Bill Struth | Fred Martin – Jimmy Mitchell, Davie Shaw, Tony Harris, Alec Young, Jack Allister, Ian Rodger, Harry Yorston, Paddy Buckley, George Hamilton, Jack Hather Cheftrainer: Dave Halliday | FC Aberdeen |
| Glasgow Rangers                          | John Prentice | Harry Yorston | FC Aberdeen |
| Finale                                   | | |             |
| 25. April 1953 in Glasgow (Hampden Park) | | |             |
| Ergebnis: 1:1 (1:0)                      | | |             |
| Zuschauer: 129.762                       | | |             |

## Wiederholungsfinale
| Glasgow Rangers                          | Glasgow Rangers | FC Aberdeen | FC Aberdeen |
| ---------------------------------------- | --- | --- | ----------- |
| Glasgow Rangers                          | \| Finale \| \| 29. April 1953 in Glasgow (Hampden Park) \| \| Ergebnis: 1:0 (1:0)[3] \| \| Zuschauer: 113.700[4] \|                                                                   | \| Finale \| \| 29. April 1953 in Glasgow (Hampden Park) \| \| Ergebnis: 1:0 (1:0)[3] \| \| Zuschauer: 113.700[4] \|                                                                | FC Aberdeen |
| Glasgow Rangers                          | George Niven – George Young, John Little, Ian McColl, Willie Woodburn, Jim Pryde, Willie Waddell, Derek Grierson, Willie Paton, Billy Simpson, Johnny Hubbard Cheftrainer: Bill Struth | Fred Martin – Jimmy Mitchell, Davie Shaw, Tony Harris, Alec Young, Jack Allister, Ian Rodger, Harry Yorston, Paddy Buckley, George Hamilton, Jack Hather Cheftrainer: Dave Halliday | FC Aberdeen |
| Glasgow Rangers                          | 1:0 Billy Simpson | | FC Aberdeen |
| Finale                                   | | |             |
| 29. April 1953 in Glasgow (Hampden Park) | | |             |
| Ergebnis: 1:0 (1:0)                      | | |             |
| Zuschauer: 113.700                       | | |             |